# Thompson-Nicola Regional District
Thompson-Nicola Regional District är ett regionalt distrikt i provinsen British Columbia i Kanada. Det ligger i södra centrala delen av provinsen. Antalet invånare är 143 680 (år 2021) och arean är 44 347 kvadratkilometer.
I Thompson-Nicola Regional District finns kommunerna Ashcroft, Barriere, Cache Creek, Chase, Clearwater, Clinton, Kamloops, Logan Lake, Lytton, Merritt och Sun Peaks.